# Gud, min Gud, som dig förbarmar
Gud, min Gud, som dig förbarmar är en kristen psalm. Texten är skriven på 1700-talet och bearbetades av Christopher Dahl.

## Publicerad i
- 1819 års psalmbok, som nummer 166 under rubriken "Nådens ordning".
- 1937 års psalmbok som nummer 258 med titeln Kallelse och upplysning".